# Bażanty
Bażanty (Phasianinae) – podrodzina ptaków z rodziny kurowatych (Phasianidae). U większości gatunków występuje wyraźny dymorfizm płciowy – samce (koguty) są jaskrawo ubarwione, natomiast upierzenie samic jest brunatne lub szare.

## Zasięg występowania
Podrodzina obejmuje gatunki występujące w Afryce, Eurazji, Australazji, Ameryce Północnej i Środkowej.

## Systematyka
Do podrodziny należą następujące plemiona:
- Pavonini Horsfield, 1821
- Polyplectronini Blyth, 1852
- Coturnicini Reichenbach, 1848
- Gallini Billberg, 1828
- Lerwini von Boetticher, 1939 – jedynym przedstawicielem jest Lerwa lerwa (Hodgson, 1833) – śnieżnik
- Ithaginini Des Murs, 1886 – jedynym przedstawicielem jest Ithaginis cruentus (Hardwicke, 1821) − kuropatnik
- Lophophorini G.R. Gray, 1841
- Phasianini Horsfield, 1821
- Tetraonini Leach, 1819

Rodzaj o nieokreślonej pozycji systematycznej i nie umieszczany w żadnym z plemion:
- Rhizothera